# Pekela
Pekela  è un comune olandese di 13 038 abitanti situato nella provincia di Groninga.